# GCOM-W
GCOM é a denominação de um projeto da JAXA para a observação do ambiente da Terra em termos globais e de longa duração. As missões do programa GCOM de observação da Terra vão suceder as dos satélites ADEOS II e Aqua. O programa GCOM, em conjunto com a missão GPM, é a contribuição do Japão para o Global Earth Observation System of Systems (GEOSS).
Para aumentar os níveis de segurança e retorno científico, a JAXA tomou a decisão de dividir a missão original do satélite ADEOS 2 por dois satélites menores:
- O GCOM-W, para o estudos das águas
- O GCOM-C, para observações climáticas

Estão previstos os lançamentos de três satélites de cada tipo na próxima década.

## GCOM-W1

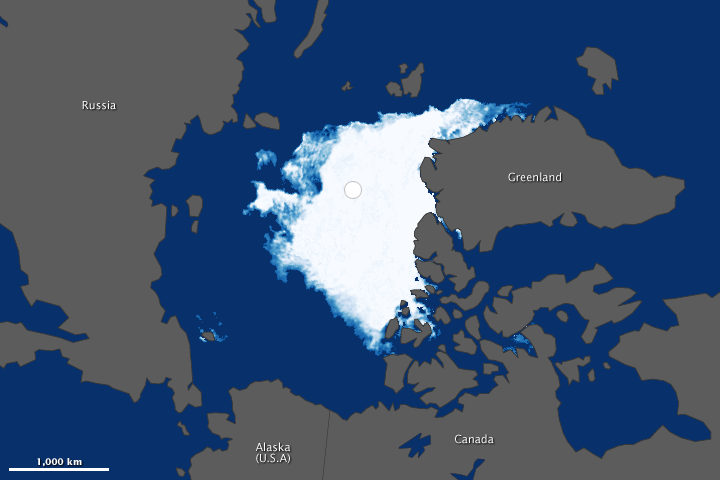
O mínimo de gelo do Ártico, registrado em 13 de setembro de 2012 ferramenta AMSR-2

A missão do GCOM-W1 (SHIZUKU「しずく」), é observar o ciclo das águas. Ele carrega o AMSR2 (Advanced Microwave Scanning Radiometer 2), um instrumento que mede fatores como: precipitação de chuvas, vapor d'água, velocidade do vento na superfície do mar, temperatura da superfície do mar, umidade do solo e espessura da camada de neve.
O projeto do GCOM-W1 foi aprovado em 2006 e teve início em 2007. O orçamento para o projeto foi estimado em US$ 200 milhões.
O lançamento desse satélite de 2.000 kg, ocorreu em 18 de Maio de 2012 a partir do Centro Espacial de Tanegashima, usando um foguete H-IIA. Ele se juntou ao conjunto de satélites A-Train, numa órbita heliossíncrona de 699,6 km de altitude e inclinação de 98,19 graus.